# Tarō Daniel
Tarō Daniel (ダニエル 太郎?, Danieru Tarō; New York, 27 gennaio 1993) è un tennista giapponese di origini statunitensi.
Nel circuito maggiore ha disputato due finali, conquistando un titolo all'Istanbul Open 2018, e ha raggiunto il 58º posto del ranking mondiale nel gennaio 2024. Vanta inoltre diversi altri titoli vinti in singolare nei tornei minori. Ha fatto il suo esordio nella squadra giapponese di Coppa Davis nel 2014.

## Biografia
Nasce a New York da padre statunitense e madre giapponese e quando ha sei mesi la famiglia si trasferisce a Tokyo. Incoraggiato dal padre, che ha un passato da giocatore nei college statunitensi, inizia a giocare a tennis con una certa riluttanza a sette anni su campi in terra battuta alla periferia della capitale giapponese. Dopo qualche anno si appassiona, inizia a giocare con costanza e i modelli a cui si ispira nell'adolescenza sono Roger Federer e Andy Roddick. In seguito il lavoro del padre porta la famiglia a trasferirsi prima in Italia e poi in Argentina. Tarō Daniel viene mandato con la sorella Kana a formarsi all'Accademia TenisVal di Valencia, sui campi in terra battuta in cui si allenano campioni come David Ferrer e Sara Errani. Rimarrà ad allenarsi a Valencia per i successivi 10 anni e in seguito, quando non è impegnato nei tornei, passa il tempo nelle sue case di New York e Tokyo. Parla fluentemente in inglese, giapponese e spagnolo. Nel 2014 accetta l'offerta di rappresentare il Giappone in Coppa Davis.

## Carriera

### Juniores

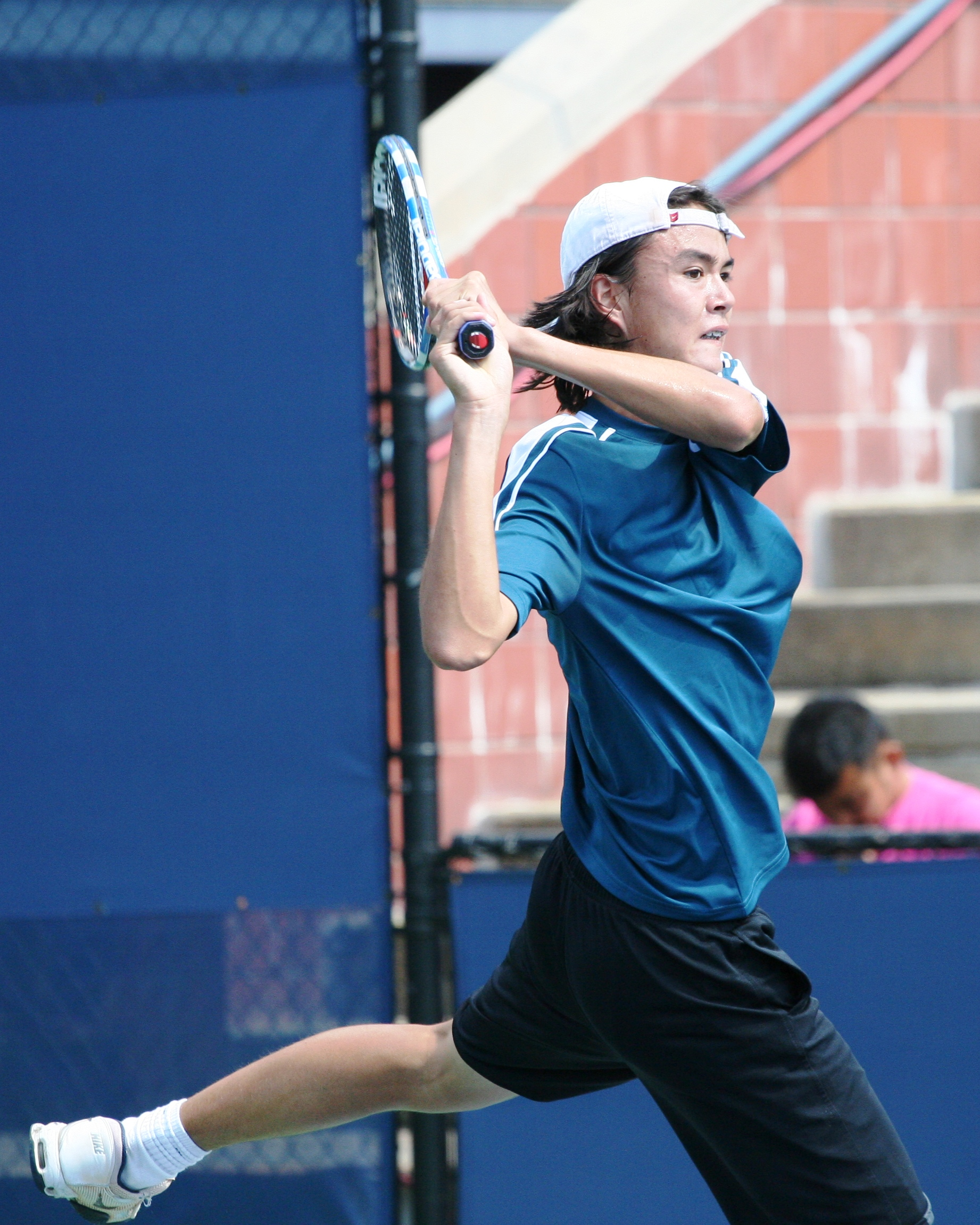
Taro Daniel al torneo juniores degli US Open 2010

Gioca nell'ITF Junior Circuit tra il 2008 e il 2011, vince solo tre titoli in tornei minori in singolare ma riesce comunque a raggiungere la 20ª posizione del ranking mondiale nel gennaio 2011.

### 2010-2014, primi titoli ITF e prima finale Challenger
Fa la sua prima apparizione tra i professionisti nel 2010, nel maggio 2011 vince i primi incontri e raggiunge la semifinale al torneo ITF Spain F14. Nel giugno del 2012 alza il suo primo trofeo sconfiggendo nella finale dello Spain F15 Alexander Lobkov per 7-5, 7-5. Nell'agosto successivo viene sconfitto al suo primo incontro nel tabellone principale di un torneo Challenger a Segovia. A novembre disputa a Yokohama la sua prima semifinale Challenger, nel corso del torneo sconfigge per la prima volta un top 100 del ranking ATP, il nº 66 Tatsuma Itō, e il lunedì successivo fa il suo ingresso nella top 300 della classifica mondiale. Nel gennaio 2013 gioca per la prima volta le qualificazioni di un torneo ATP a Doha, vince i primi due incontri e viene eliminato in quello decisivo da Daniel Evans. In ottobre vince l'ultimo torneo ITF in cui gioca in carriera e chiude l'esperienza con quattro titoli nelle nove finali disputate. Il mese dopo raggiunge la prima finale Challenger a Yeongwol e perde in due set contro Bradley Klahn.

### 2014, esordio nel circuito maggiore e in Coppa Davis, top 200 nel ranking
Nel febbraio del 2014 supera per la prima volta le qualificazioni di un torneo ATP a Viña del Mar. Al suo esordio nel tabellone principale supera Thomaz Bellucci, al secondo turno ha la meglio sul nº 61 ATP Federico Delbonis e viene eliminato nei quarti di finale da Nicolás Almagro. Con questo risultato guadagna 36 posizioni nel ranking e raggiunge la 190ª. In aprile esordisce con il Giappone in Coppa Davis nella sfida persa 5-0 contro la Repubblica Ceca e perde entrambi i singolari in cui viene schierato. Quell'anno disputa le qualificazioni in tutti e quattro i tornei del Grande Slam, le supera per la prima volta in agosto agli US Open e viene eliminato al primo turno da Milos Raonic. In settembre perde la finale del Challenger di Siviglia contro Pablo Carreño Busta.

### 2015, primi tre titoli Challenger e top 100

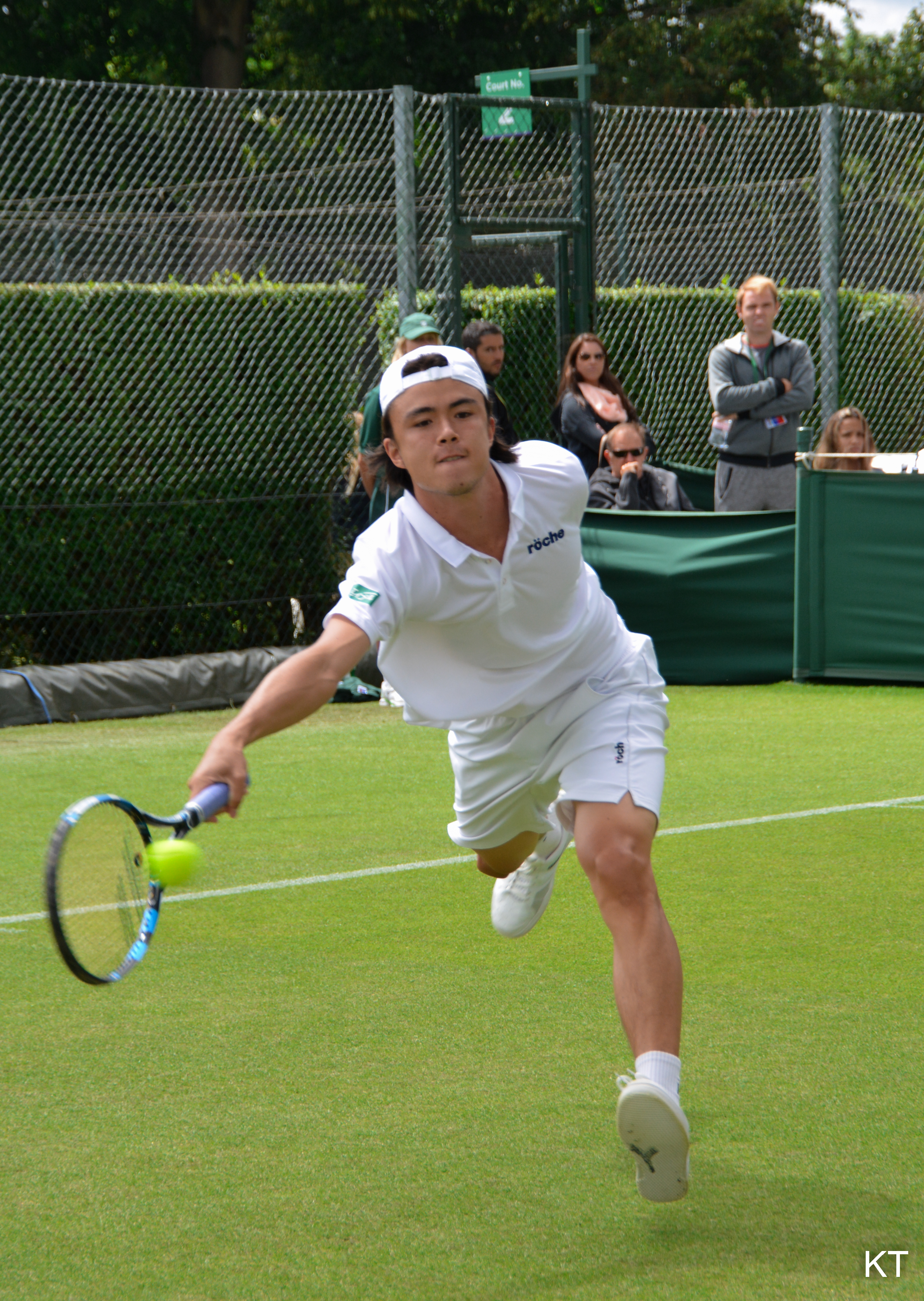
Taro Damiel alle qualificazioni del torneo di Wimbledon 2015

Nell'aprile 2015 vince il suo primo titolo Challenger a Vercelli battendo in finale in tre set Filippo Volandri. Il mese dopo supera le qualificazioni al Roland Garros e perde al primo turno contro Fernando Verdasco. Nel corso della stagione supera le qualificazioni in altri quattro tornei del circuito ATP e vincerà un solo incontro in ottobre a Valencia. In giugno vince il Challenger di Fürth sconfiggendo in finale Albert Montañés per 6-3, 6-0. Nella sfida dei play off di Davis contro la Colombia perde il primo singolare ma si riscatta nell'ultima giornata battendo in tre set nell'incontro decisivo Alejandro Falla, regalando al Giappone la vittoria per 3-2 e la permanenza nel Gruppo Mondiale. La vittoria in novembre su Gō Soeda nella finale del Challenger di Yokohama lo porta per la prima volta nella top 100 del ranking, al 93º posto.

### 2016, terzo turno alle Olimpiadi di Rio de Janeiro, un titolo Challenger
Nel marzo 2016 raccoglie solo cinque giochi contro Andy Murray nel primo singolare della sfida di Davis persa 3-1 contro la Gran Bretagna. In aprile vince il suo primo incontro in un torneo Masters 1000 a Monte Carlo sconfiggendo Adrian Mannarino. Supera per la prima volta il primo turno in una prova dello Slam in maggio al Roland Garros, approfittando del ritiro di Martin Kližan al quinto set. In agosto fa il suo esordio olimpico ai Giochi di Rio e al primo turno supera in due set il nº 23 del mondo Jack Sock, che in quell'edizione dei giochi conquisterà la medaglia d'oro nel doppio misto e quella di bronzo nel doppio maschile; sconfigge in due set anche Kyle Edmund e viene eliminato al terzo turno dal futuro finalista Juan Martín del Potro con il punteggio di 7-6, 1-6, 2-6. La settimana successiva vince il suo quarto titolo Challenger a Cordenons con il successo su Daniel Gimeno Traver, mentre a novembre perde la finale del Kobe Challenger contro John Millman.

### 2017, un titolo Challenger e primi incontri vinti in tornei del Grande Slam

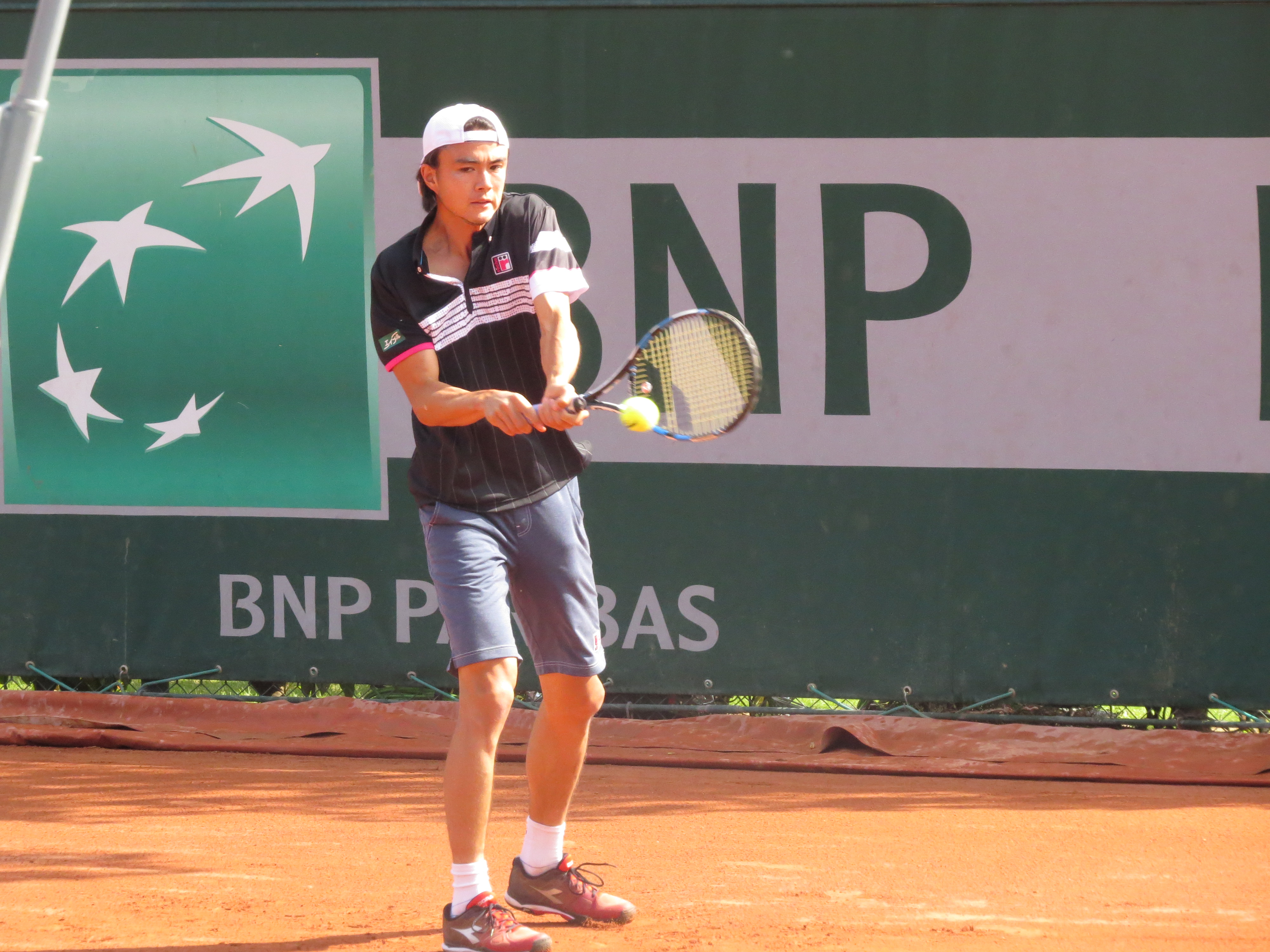
Taro Daniel alle qualificazioni del Roland Garros 2017

Nel marzo del 2017 vince il Challenger argentino di Tigre battendo in finale in tre set il padrone di casa Leonardo Mayer. In maggio raggiunge per la seconda volta i quarti di finale in un torneo ATP dell'Estoril e viene sconfitto al terzo set dal nº 28 ATP Gilles Müller. A fine mese vince il suo primo incontro in uno Slam al Roland Garros (l'anno prima aveva passato il turno per il ritiro dell'avversario), superando Jerzy Janowicz in tre set e al secondo turno cede in quattro set a Pablo Carreño Busta; a fine torneo sale all'85ª posizione mondiale. In agosto supera il primo turno anche agli US Open e al secondo perde in quattro set dopo avere vinto il primo contro il nº 1 del mondo Rafael Nadal. Nel corso della stagione perde quattro finali nei Challenger di Maui, Lisbona, Ningbo e Canberra.

### 2018, primo titolo ATP, vittoria su Djokovic e 64º nella classifica mondiale
Nel marzo del 2018 ottiene a Indian Wells la vittoria più importante della carriera sconfiggendo al secondo turno il pluricampione Slam Novak Djokovic con il punteggio di 7-6, 4-6, 6-1. Nel maggio successivo supera per la prima volta in carriera i quarti di finale in un torneo ATP all'Istanbul Open e vince il suo primo di titolo di categoria, elimina nell'ordine Matteo Berrettini e Aljaz Bedene in due set, nei quarti supera in rimonta Rogério Dutra da Silva e in semifinale Jeremy Chardy. Trionfa in finale battendo Malek Jaziri per 7-6, 6-4 e si porta all'82º posto mondiale. Continua a salire nel ranking in estate ottenendo altri buoni risultati, raggiunge i quarti di finale nei tornei su terra di Gstaad e Kitzbuhel, ai quali si aggiunge la semifinale conquistata in agosto sul cemento di Winston Salem, dove elimina tre top 100 prima di essere sconfitto dal futuro campione del torneo Daniil Medvedev. Questa serie di piazzamenti gli valgono il best ranking di n° 64 del mondo il 27 agosto 2018. Nel finale di stagione non va oltre il secondo turno raggiunto a fine settembre a Shenzhen e chiude il 2018 al 77º posto mondiale.

### 2019-2020, quarti di finale a Tokyo e due titoli Challenger
Il primo risultato di rilievo del 2019 sono i quarti di finale raggiunti in aprile al torneo ATP di Marrakech, ma a inizio maggio perde i punti guadagnati con il successo all'Estoril l'anno prima ed esce dalla top 100. Tre settimane più tardi arriva nei quarti anche a Ginevra, dopo avere sconfitto al secondo turno il nº 37 ATP Cristian Garín, e viene eliminato da Jarry. In ottobre raggiunge i quarti anche all'ATP 500 di Tokyo sconfiggendo il nº 14 ATP Borna Ćorić e il 56 Jordan Thompson prima di essere eliminato da John Millman. Nei tornei Challenger del 2019 raggiunge sette volte i quarti di finale senza mai superarli. Nel febbraio 2020 torna al successo in un Challenger dopo tre anni a Burnie battendo in finale Yannick Hanfmann. La stagione è caratterizzata dalla lunga pausa del tennis mondiale dovuta alla pandemia di COVID-19 e Daniel non ottiene grandi risultati nel circuito ATP, superando il primo turno solo a Pune in gennaio. Il 1º novembre conquista il secondo Challenger stagionale ad Amburgo grazie alla vittoria in finale su Sebastian Ofner.

### 2021, una semifinale ATP
Nel 2021 supera le qualifiche all'Australian Open ed esce al primo turno. Due settimane dopo supera il primo turno al torneo ATP di Singapore. In aprile torna a disputare una semifinale ATP al Serbia Open, dove viene ripescato come lucky loser. Sconfigge tra gli altri il nº 43 ATP John Millman prima di essere eliminato dal nº 10 del mondo e futuro vincitore del torneo Matteo Berrettini, al quale strappa un set. Nel periodo successivo i migliori risultati sono due semifinali Challenger e il secondo turno raggiunto in ottobre a Indian Wells. Alle Olimpiadi di Tokyo viene eliminato al primo turno sia in singolare che in doppio.

### 2022, terzo turno agli Australian Open
Supera le qualificazioni nei primi due impegni del 2022, viene eliminato da Tommy Paul dopo aver sconfitto Lorenzo Musetti ad Adelaide e per la prima volta arriva al terzo turno in una prova dello Slam agli Australian Open, dove batte in tre set Andy Murray e viene sconfitto dal nº 10 del mondo Jannik Sinner dopo aver vinto il primo parziale. A Dubai elimina nelle qualificazioni Molcan e al primo turno Goffin prima della sconfitta contro Shapovalov. Si spinge al secondo turno anche a Miami, mentre al Serbia Open perde nei quarti contro Rublev dopo aver eliminato Lajović e Rune. Nel periodo successivo non supera mai il secondo turno nei tornei ATP e tra le poche vittorie sono di rilievo quelle su Denis Kudla a Maiorca e su Adrian Mannarino nelle qualificazioni e Sebastian Korda nel tabellone principale ad Atlanta. Torna a vincere due incontri di fila in un main draw ATP in ottobre a Napoli con le vittorie sui top 60 Pedro Martínez e Pedro Cachín, e viene eliminato nei quarti da Matteo Berrettini.

### 2023, quarti di finale ad Acapulco
Dopo un negativo inizio di stagione, a inizio marzo raggiunge i quarti ad Acapulco, parte dalle qualificazioni ed elimina al secondo turno il nº 4 del mondo Casper Ruud, ottenendo la prima vittoria in carriera su un top 10. Viene sconfitto dal futuro vincitore del torneo Alex de Minaur. A distanza di 5 anni torna a disputare il terzo turno in un Masters 1000 a Indian Wells, e viene sconfitto in 3 set da Cameron Norrie dopo aver superato Matteo Berrettini. Si spinge fino al terzo turno anche al Miami Open grazie al successo sul nº 15 ATP Alexander Zverev e viene eliminato da Emil Ruusuvuori. Nei tornei su terra battuta raggiunge il secondo turno solo a Monte Carlo e all'Open di Francia, mentre a Wimbledon e agli US Open supera le qualificazioni ed esce al primo turno. Di rilievo in questo periodo la vittoria sul nº 30 ATP Adrian Mannarino al primo turno del Canadian Open. A novembre disputa due finali Challenger consecutive, vince la prima a Sydney sconfiggendo Marc Polmans e perde la seconda a Matsuyama contro Luca Nardi.

### 2024, seconda finale ATP e top 60
A inizio stagione raggiunge la sua seconda finale ATP in carriera grazie al successo in due set in semifinale sul nº 16 del mondo Ben Shelton, viene sconfitto per 2-6, 5-7 da Alejandro Tabilo e porta il miglior ranking alla 58ª posizione mondiale. Esce di scena al turno di esordio agli Australian Open e non supera il secondo turno nei successivi tornei ATP stagionali. Anche nei restanti tornei dello Slam e alle Olimpiadi di Parigi viene eliminato al primo turno. Scende in classifica e si mantiene nella top 100 grazie alle due finali Challenger raggiunte a fine anno, vince quella di Taipei contro Adam Walton e perde quella di Seul contrto Nik'oloz Basilashvili.

### 2025
Non ottiene risultati di rilievo nei primi tornei del 2025.

## Statistiche

### Singolare

#### Vittorie (1)
| Legenda                   |
| Grande Slam (0)           |
| ATP World Tour Finals (0) |
| ATP Masters 1000 (0)      |
| ATP World Tour 500 (0)    |
| ATP World Tour 250 (1)    |

| Nº | Data          | Torneo                  | Superficie  | Avversario in finale | Punteggio   |
| 1. | 6 maggio 2018 | Istanbul Open, Istanbul | Terra rossa | Malek Jaziri         | 7–6(4), 6-4 |

#### Finali perse (1)
| Legenda                   |
| Grande Slam (0)           |
| ATP World Tour Finals (0) |
| ATP Masters 1000 (0)      |
| ATP World Tour 500 (0)    |
| ATP World Tour 250 (1)    |

| Nº | Data            | Torneo                  | Superficie | Avversario in finale | Punteggio |
| 1. | 14 gennaio 2024 | Auckland Open, Auckland | Cemento    | Alejandro Tabilo     | 5-7, 2-6  |

### Tornei minori

#### Singolare

##### Vittorie (13)
| Legenda tornei minori |
| Challenger (9)        |
| Futures (4)           |

| Nº | Data             | Torneo                                              | Superficie  | Avversario in finale | Punteggio     |
| 1. | 26 aprile 2015   | Torneo Città di Vercelli, Vercelli                  | Terra rossa | Filippo Volandri     | 6-3, 1-6, 6-4 |
| 2. | 7 giugno 2015    | Franken Challenge, Fürth                            | Terra rossa | Albert Montañés      | 6-3, 6-0      |
| 3. | 22 novembre 2015 | Keio Challenger, Yokohama                           | Cemento     | Gō Soeda             | 4–6, 6–3, 6–3 |
| 4. | 21 agosto 2016   | Internazionali del Friuli Venezia Giulia, Cordenons | Terra rossa | Daniel Gimeno Traver | 6-3, 6-4      |
| 5. | 19 marzo 2017    | Copa Ciudad de Tigre, Tigre                         | Cemento     | Leonardo Mayer       | 5–7, 6–3, 6-4 |
| 6. | 2 febbraio 2020  | Burnie International, Burnie                        | Cemento     | Yannick Hanfmann     | 6-2, 6-2      |
| 7. | 1º novembre 2020 | Hamburg Challenger, Amburgo                         | Cemento (i) | Sebastian Ofner      | 6-1, 6-2      |
| 8. | 5 novembre 2023  | NSW Open, Sydney                                    | Cemento     | Marc Polmans         | 6-2, 6-4      |
| 9. | 27 ottobre 2024  | Taipei Open, Taipei                                 | Cemento (i) | Adam Walton          | 6-4, 7-5      |

##### Sconfitte in finale (16)
| Legenda tornei minori |
| Challenger (11)       |
| Futures (5)           |

| Nº  | Data             | Torneo                                  | Superficie   | Avversario in finale  | Punteggio     |
| 1.  | novembre 2013    | Yeongwol Challenger Tennis, Yeongwol    | Cemento      | Bradley Klahn         | 6(5)–7, 2–6   |
| 2.  | settembre 2014   | Copa Sevilla, Siviglia                  | Terra gialla | Pablo Carreño Busta   | 4–6, 1–6      |
| 3.  | novembre 2015    | Kobe Challenger, Kōbe                   | Cemento (i)  | John Millman          | 1–6, 3–6      |
| 4.  | settembre 2016   | Copa Sevilla, Siviglia                  | Terra gialla | Casper Ruud           | 3–6, 4–6      |
| 5.  | gennaio 2017     | Tennis Championships of Maui, Maui      | Cemento      | Chung Hyeon           | 6(3)–7, 1–6   |
| 6.  | giugno 2017      | , Lisboa Belém Open, Lisbona            | Terra rossa  | Oscar Otte            | 6-4, 1-6, 3-6 |
| 7.  | ottobre 2017     | Ningbo Challenger, Ningbo               | Cemento      | Michail Južnyj        | 1-6, 1-6      |
| 8.  | novembre 2017    | Canberra Tennis International, Canberra | Cemento      | Matthew Ebden         | 6(4)–7, 4–6   |
| 9.  | giugno 2018      | Poznań Open, Poznań                     | Terra rossa  | Hubert Hurkacz        | 1-6, 1-6      |
| 10. | 12 novembre 2023 | Ehime International Open, Matsuyama     | Cemento      | Luca Nardi            | 6-3, 4-6, 2-6 |
| 11. | 3 novembre 2024  | Seoul Open Challenger, Seul             | Cemento      | Nik'oloz Basilashvili | 5-7, 4-6      |

## Risultati in progressione
Aggiornati alla fine del Roland Garros 2024.
| Sigla | Risultato               |
| ----- | ----------------------- |
| V     | Vincitore               |
| F     | Finalista               |
| SF    | Semifinalista           |
| O     | Oro olimpico            |
| A     | Argento olimpico        |
| SF    | Bronzo olimpico         |
| QF    | Quarti di Finale        |
| 4T    | Quarto turno            |
| 3T    | Terzo turno             |
| 2T    | Secondo turno           |
| 1T    | Primo turno             |
| RR    | Round Robin             |
| LQ    | Turno di qualificazione |
| A     | Assente                 |
| ND    | Non disputato           |

| Legenda superfici    |
| -------------------- |
| Cemento              |
| Terra battuta        |
| Erba                 |
| Superficie variabile |

| Torneo                     | 2014 | 2015 | 2016 | 2017 | 2018 | 2019 | 2020 | 2021 | 2022 | 2023 | 2024 | Titoli      | V–S         |
| -------------------------- | ---- | ---- | ---- | ---- | ---- | ---- | ---- | ---- | ---- | ---- | ---- | ----------- | ----------- |
| Tornei Grande Slam         |      |      |      |      |      |      |      |      |      |      |      |             |             |
| Australian Open, Melbourne | Q3   | Q1   | 1T   | Q2   | 1T   | 2T   | Q1   | 1T   | 3T   | 2T   | 1T   | 0 / 7       | 4-7         |
| Roland Garros, Parigi      | Q2   | 1T   | 2T   | 2T   | Q2   | 1T   | Q2   | 1T   | 1T   | 2T   | 1T   | 0 / 8       | 3-8         |
| Wimbledon, Londra          | Q1   | Q1   | 1T   | 1T   | 1T   | A    | ND   | A    | 1T   | 1T   |      | 0 / 5       | 0–5         |
| US Open, New York          | 1T   | Q3   | A    | 2T   | 1T   | Q1   | 1T   | 1T   | 1T   | 1T   |      | 0 / 7       | 1–7         |
| Vittorie-Sconfitte         | 0–1  | 0–1  | 1-3  | 2-3  | 0–3  | 1-2  | 0–1  | 0–3  | 2–4  | 2-4  | 0-2  | 0 / 27      | 8-27        |
| Statistiche carriera       |      |      |      |      |      |      |      |      |      |      |      |             |             |
| Titoli–Finali              | 0–0  | 0–0  | 0–0  | 0–0  | 1-1  | 0–0  | 0–0  | 0–0  | 0–0  | 0–0  | 0–1  | 1-2         | 1-2         |
| Ranking a fine anno        | 177  | 96   | 127  | 121  | 77   | 110  | 117  | 125  | 92   | 75   |      | 4 072 454 $ | 4 072 454 $ |